# Wendelstein 7-X

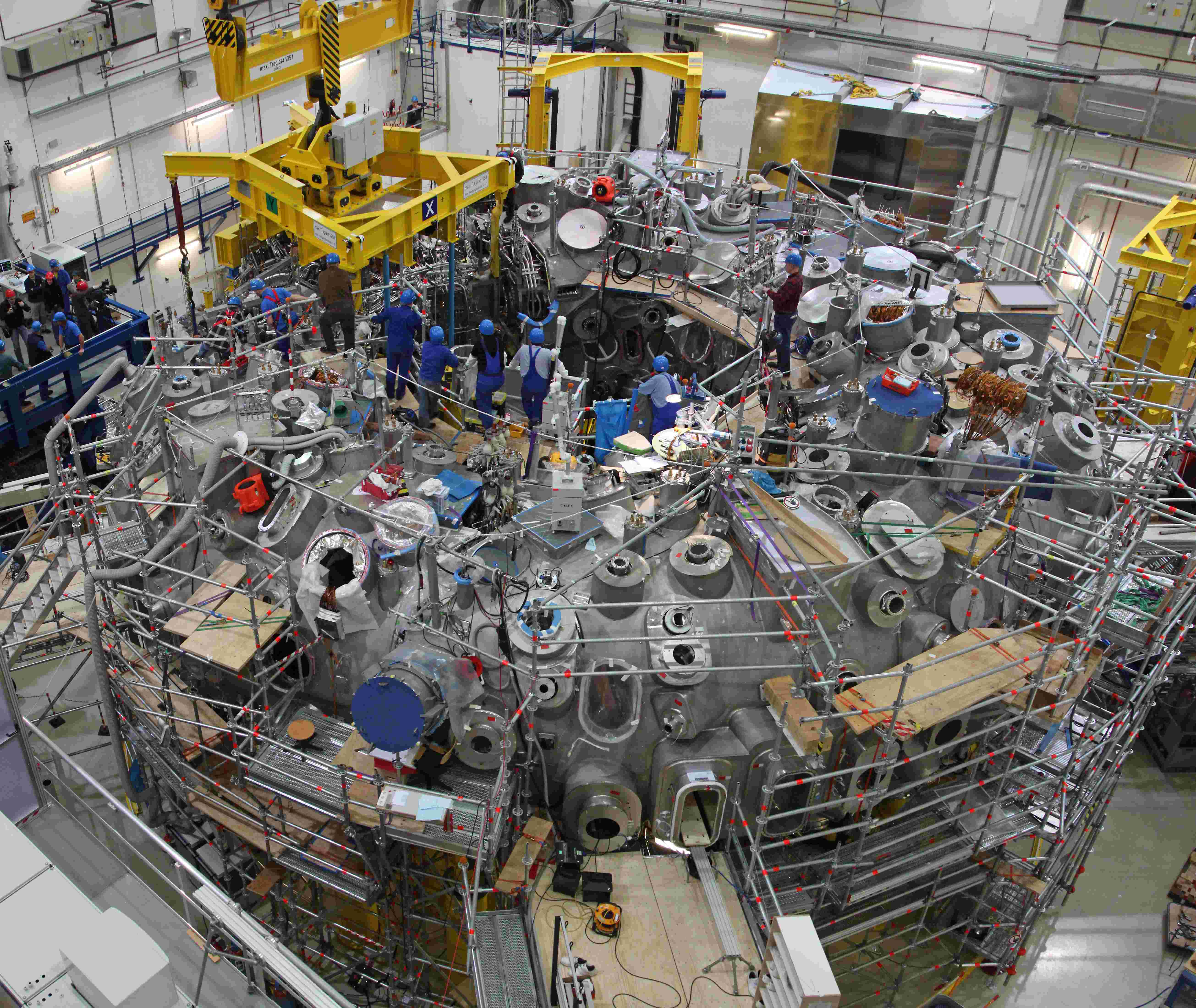

De Wendelstein 7-X is een experimentele kernfusiereactor in Greifswald. Het totale project heeft 19 jaar geduurd en de bouw van de reactor is voltooid in oktober 2015 door het Duitse Max Planck-Instituut voor plasmafysica en kostte naar schatting €1,06 miljard. De reactor is van het type stellarator. Op 3 februari 2016 werd voor het eerst een plasma in de reactor gecreëerd. 
De reactor is niet zozeer gebouwd omwille van energieopbrengst, maar om het ontwerp en de constructiematerialen te onderzoeken. Men is van plan om een onafgebroken plasmaontlading van 30 minuten te bewerkstelligen.